# آن سميرنر
آن سميرنر (بالدنماركية: Hanne Smyrner)‏ هي ممثلة دانمركية، ولدت في 3 نوفمبر 1934 بفريدريكسبرغ في الدنمارك، وتوفيت في 29 أغسطس 2016 في إسبانيا.

## وصلات خارجية
- آن سميرنر على موقع IMDb (الإنجليزية)
- آن سميرنر على موقع ألو سيني (الفرنسية)
- آن سميرنر على موقع أول موفي (الإنجليزية)
- آن سميرنر على موقع قاعدة بيانات الأفلام السويدية (السويدية)
- آن سميرنر على موقع قاعدة بيانات الفيلم (الإنجليزية)
- آن سميرنر على موقع كينوبويسك (الروسية)